# Armellino
Armellino è un termine utilizzato in araldica (al posto di ermellino, di cui condivide il significato) per indicare uno degli smalti araldici. Designa una pelliccia bianca moscata di nero. Il capo di abbigliamento, generalmente un manto o una guarnizione, veniva ottenuto utilizzando la pelliccia bianca dell'animale decorata ("moscata", cioè macchiettata) con le punte delle code, sempre nere, tenute separate. La tipica blasonatura dell'armellino è: d'argento seminato di moscature di nero.

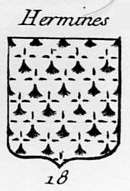
Illustrazione di armellino tratta dalla Encyclopédie, tav. 1 fig. 18
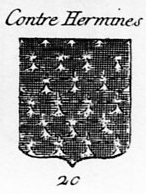
Illustrazione di contrarmellino tratta dalla Encyclopédie, tav. 1 fig. 20

Il contrarmellino indica la pelliccia opposta (di nero seminato di moscature d'argento).
Il termine armellinato o armellinato d'oro è talvolta impiegato ad indicare una pelliccia "d'oro moscato di nero" e, mentre il termine contrarmellinato d'oro o Péan indica il suo opposto: una pelliccia "di nero moscato d'oro". Questi due termini derivano dall'araldica inglese e sono poco utilizzati nelle blasonature italiane e francesi. In Italia, in particolare, si usa il termine generico armellinato per designare qualunque pelliccia avente il disegno dell'armellino ma colori diversi dal bianco e nero.
Si chiama herminite una pelliccia in cui le moscature sono alternate di nero e di rosso, su un campo d'argento.
Le moscature d'armellino sono talvolta utilizzate come figura araldica: sola o congiunta ad altre per i punti della testa (a 4 costituisce una croce armellinata, a 5 una stella armellinata ...)
Lo zibellino o falso armellino è un seminato di moscature costituite solo dalla piccola coda (dunque senza i tre punti della testa).
Il termine "armellinato" ha impieghi differenti a seconda degli autori (solo l'impiego per la "croce armellinata" è incontestabile); il termine contrarmellino è ancora più dubbio (secondo alcuni non esiste neppure). In effetti l'uso di "moscato" (anticamente "punteggiato") o di "seminato di moscature" permette di superare il problema.
L'armellino è un simbolo comune nell'iconografia bretone.
L'armellino, inoltre, è la pelliccia più nobile ed è utilizzata come fodera del mantello di re e principi, oltre che come risvolto del copricapo papale camauro.

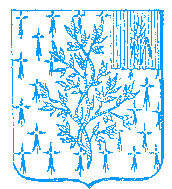
campo d'armellino
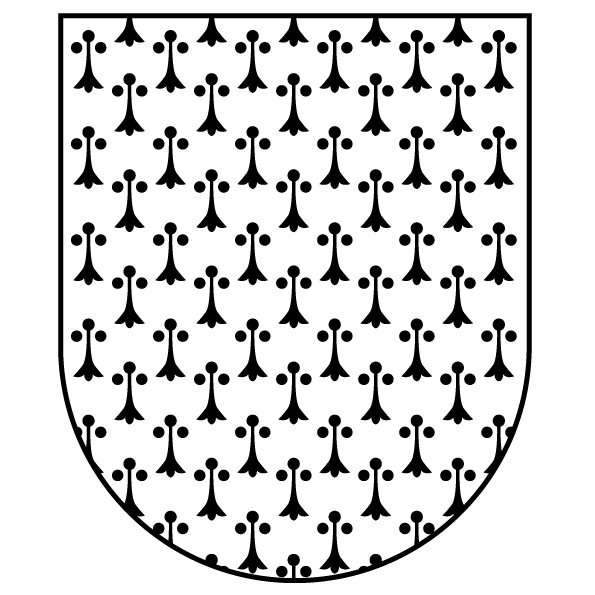
d'armellino pieno
d'armellino pieno
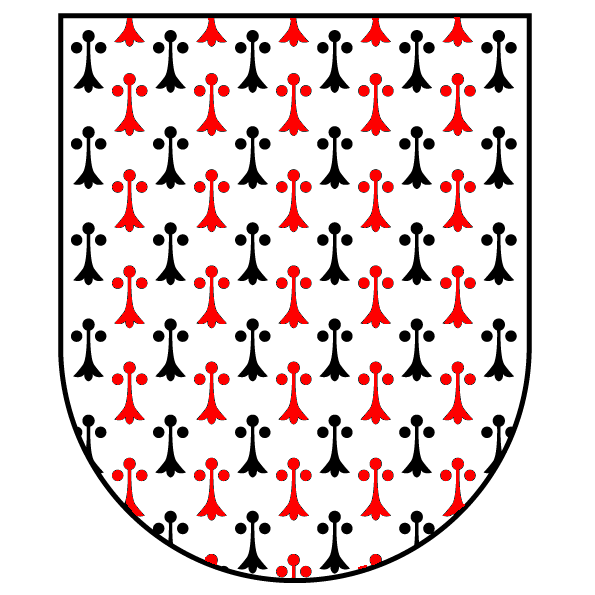
Herminite
d'armellino, a tre gigli dal piè nodrito di rosso
di rosso al leone d'armellino
capo d'armellino

Raramente viene anche rappresentato l'armellino al naturale, nella cui rappresentazione compare abitualmente una sciarpa della stessa pelliccia, foderata d'oro.

di rosso, all'armellino al naturale collarinato da una sciarpa d'armellino foderata d'oro svolazzante sul dorso
armellino al naturale nel capo
armellino passante nella seconda banda di rosso
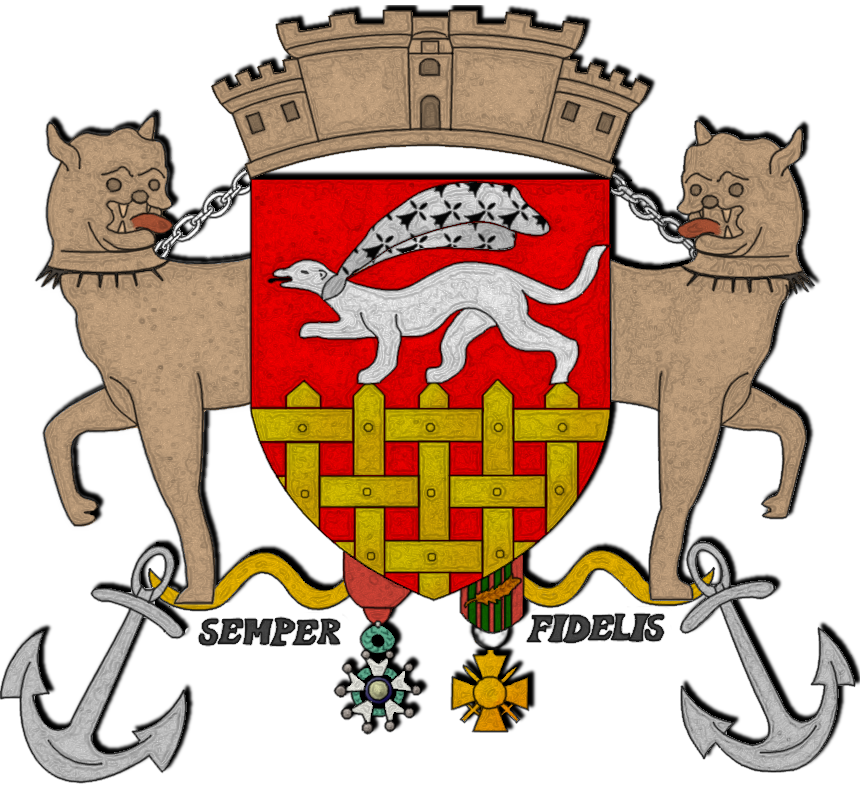
armellino al naturale collarinato da una sciarpa d'armellino